# Maria Cemeli
Maria Cemeli (Lleida, 1964) és una artista lleidatana. Va estudiar a l'Escola de decoració d'interiors DIAC-IADE de Lleida. Més endavant es va llicenciar en història de l'art per la Universitat de Lleida i en Belles Arts per la Universitat de Toulouse-Le Mirall. Ha treballat diferents llenguatges artístics com la pintura, el gravat o l'escultura i ha desenvolupat gran part de la seva carrera artística a França, tot i que actualment (2016) resideix a Lleida. El 2016 va guanyar el XIII Premi de Pintura Francesc Gimeno.

## Exposicions individuals destacades
- 2016 - Campos de Amor. Museu de Tortosa.[3]
- 2011 - Fuga de línies, Institut d'Estudis Ilerdencs.[4][5]
- 2008- La ville habite ton coeur, elle est ton coeur. Centre Cultural La Mercè. Girona.
- 2005- Nuage Chantier. Le Gran Cordel. Rennes
- 2002- Rotterdam.la.nuit. Espai públic de Rotterdam
- 1997- Arquitectura del sentiment. Museu de Sant Joan. Lleida